# ふたりのベロニカ
『ふたりのベロニカ』（フランス語: La Double Vie de Véronique、ポーランド語: Podwójne życie Weroniki、英語: The Double Life of Véronique）は、1991年のフランス・ポーランド・ノルウェー合作映画。クシシュトフ・キェシロフスキ監督、イレーヌ・ジャコブ主演。
1991年の第44回カンヌ国際映画祭のコンペティション部門に選出され、女優賞（イレーヌ・ジャコブ）などを受賞した。
第17回（1991年度）セザール賞では、主演女優賞（イレーヌ・ジャコブ）・音楽賞の2部門にノミネートされた。また、第49回（1991年度）ゴールデングローブ賞では外国語映画賞にノミネートされた。
スティーヴン・ジェイ・シュナイダーの『死ぬまでに観たい映画1001本』に掲載されている。

## ストーリー
同じ名前、容姿、才能を持ち、ふたつの別々の国に生まれた「ふたりのベロニカ」の数奇な運命の物語。
映画は、1970年代後半、ポーランドとフランスでそれぞれ生まれ育った2人の少女の映像から始まる。片方はポーランドのクラクフに住むヴェロニカ、もう片方はフランスのクレルモン＝フェランに住むヴェロニク。ふたりは顔も年齢も同じで、しかし互いの存在を知ることはない。
ポーランド　少女ヴェロニカと母親が夜空の最初の星を見上げている。「これは待ち望んでいた星よ。これから聖夜の夕食を始めるの」と母親が語る。
フランス　別の少女ヴェロニクと母親が最初の若葉を見ている。「春が来たのよ。もうすぐ木々が葉でいっぱいになるわ」と母親が教える。
ポーランド　ヴェロニカ（イレーヌ・ジャコブ）は情熱的で本能のままに生きる若い女性で、音楽と歌を心から愛している。ヴェロニカは、心臓に問題を抱えていながらも、ソプラノ歌手としてのキャリアを本気で目指していた。ある日、彼女は屋外で行われる政治的なデモに参加し、催涙ガスが充満する中を通り抜ける。このとき、彼女はまるで死を先取りするような一種の幻覚や恍惚の表情を見せる。
その後、合唱団のソリストのオーディションを受けたヴェロニカは見事に合格。音楽院の指導者から「あなたの声は純粋で完璧だ」と賞賛される。しかし、彼女自身はなぜか不安定な気持ちを抱えていた。心臓の病を抱えながらも、彼女はステージで歌う喜びに身を任せる。ところが、大きな公演の最中、ヴェロニカは歌いながら突然倒れ、そのまま命を落としてしまう。
フランス　その瞬間、舞台はフランス・クレルモン＝フェランに移る。フランス人女性ヴェロニク（イレーヌ・ジャコブ、二役）は恋人と愛し合っている最中、突然深い悲しみに襲われ、彼を追い返す。彼女は音楽教師であり、ヴェロニカと瓜二つの外見をしているが、性格はより内向的で繊細。音楽の道を志していたが、何かしらの本能によって歌の道を諦めていた。
ある日、ヴェロニクは学校の児童と一緒にパリで開かれる人形劇を観に行く。そのマリオネット劇は、まるでヴェロニカの人生を象徴するかのような演目であり、ヴェロニクは強く惹かれる。彼女は劇中で流れたヴァン・デン・ブーデンマイヤー（架空の18世紀オランダの作曲家）の旋律を生徒たちに教えようとするが、それはヴェロニカが死んだときに歌っていた曲でもあった。劇の作者であり操り手である人形師アレクサンドル（フィリップ・ヴォルテール）と彼女は接触を持ち、やがて関係を深めていく。その後、胸に痛みを覚えたヴェロニクは病院へ。帰宅途中、赤信号で止まった車内でタバコに火をつけようとするが、隣の車の運転手に注意される。その男は人形師アレクサンドルだった。
夜、電話が鳴り、ヴェロニクが受話器を取ると無言のまま音楽が流れてくる。それはヴァン・デン・ブーデンマイヤーの曲だった。
ヴェロニクは父のもとを訪ね、「誰かに恋しているけど、相手が分からない」「最近、誰かが消えたような孤独を感じる」と語る。帰宅後、靴紐だけが入った奇妙な手紙を受け取り、一度は捨てるも、光の反射で気づき再び拾い上げる。その靴紐を心電図の線に重ねてみると、まるで心臓が停止したかのような直線になる。
アレクサンドルはヴェロニクに向けて、まるでパズルのようなメッセージを送る。彼女に木箱を送り、その中には糸、地図、カセットテープ、鏡、そして自作のマリオネットなど、謎めいた物が詰められていた。ヴェロニクはそれらの意味を追いながら、彼と再び会うことになる。彼の作業場では、自分にそっくりの人形が創られていることに気づき、強く心を揺さぶられる。
ヴェロニクは人形師がアレクサンドル・ファブリという児童文学作家であることを知る。アレクサンドルの著作には靴紐の話や、バレリーナと蝶の物語『トンボと蝶』もあった。彼女のもとに次々と小包が届き、その中には葉巻箱の空き箱やカセットテープなどが含まれる。
テープには、紙を丸める音、足音、ドアの軋み、駅やカフェの音、ヴァン・デン・ブーデンマイヤーの音楽、そして最後に事故音が収録されていた。ヴェロニクは音の出所をたどり、サン・ラザール駅近くのカフェでアレクサンドルと再会する。
彼は彼女に出会うための「実験」としてこれらのメッセージを送っていたと告白する。怒ったヴェロニクはその場を去るが、アレクサンドルは後を追い、ふたりはホテルで一夜を共にする。アレクサンドルは彼女の持ち物を見て、ポーランドで撮られた写真の中にヴェロニカらしき人物を見つける。ヴェロニクは自分ではないと否定するが、突然泣き出す。
翌朝、アレクサンドルはヴェロニクの顔にそっくりな新しい人形を作っていた。彼女が「なぜ同じ人形が2体あるの？」と尋ねると、彼は「壊れやすいから何体か作る」と答える。

## キャスト
ヴェロニカ（ポーランド）
演：イレーヌ・ジャコブ
ポーランド・クラクフに住む若きソプラノ歌手。澄んだ声と強い感受性を持ち、芸術への深い愛と情熱を抱えている。彼女は人生を直感で生きており、音楽を通じて世界と深く結びついている。一方で、彼女は自分の中に言い表せない違和感や「もうひとりの自分がどこかにいる」という確信を抱いている。心臓に持病を抱えており、合唱団の舞台上で命を落とすという、あまりにも突然の運命を迎える。
ヴェロニク（フランス）
演：イレーヌ・ジャコブ
フランス・クレルモン＝フェランに暮らす音楽教師で、ベロニカと瓜二つの外見をしている。ヴェロニカとは対照的に、より内省的で慎重な性格を持ち、人生において「何かを避けること」によって生き延びてきた女性である。かつては歌手を目指していたが、説明のできない恐れや感覚に突き動かされて、その道を断念している。
アレクサンドル・ファブリ
演：フィリップ・ヴォルテール
フランスの街角で活動するマリオネット作家・操り人形師。繊細で知的な雰囲気を漂わせる芸術家であり、ヴェロニクの心を揺さぶる存在となる。彼は最初、彼女にさまざまな「謎かけ」のようなアプローチをし、奇妙な距離感を保ちながら彼女に接近する。彼の創る人形劇は、まるでふたりのベロニカの人生を象徴するかのような構成となっており、観客にもその寓意を暗示する。
ヴェロニクの父
演：  クロード・ダネットン
母を亡くした後も彼女を支え続けてきた穏やかな父親であり、彼とのやり取りから、ヴェロニクがいかに愛情に包まれて育ったかがわかる。
キャサリン
演：サンドリーヌ・デュマ
ヴェロニカの友人

## 製作

### キャスティング

#### イレーヌ・ジャコブ
『ふたりのベロニカ』は、ポーランドの巨匠クシシュトフ・キェシロフスキにとって、初めて国外で制作された長編映画であり、西ヨーロッパの映画製作体制、とりわけキャスティングの手法に不慣れな状態で臨んだ作品であった。当初、キェシロフスキは主人公にアメリカ人女優アンディ・マクダウェルを起用する意向を持っており、マクダウェル自身も出演に前向きであった。しかし、最終的にプロデューサー側の契約交渉が遅れたことでスケジュールが合わず、マクダウェルは別の映画への出演を選択した。
代役を探すべく、キェシロフスキはフランス国内の若手女優を中心にオーディションを実施。その結果、スイス生まれのフランス人女優イレーヌ・ジャコブ（当時24歳）が起用された。ジャコブはこれ以前にルイ・マル監督の『さよなら子供たち』で小さな役を演じていたが、それ以外にはほとんど知られていない存在であった。
映画批評家のジョナサン・ロムニーは、ベロニカ（ポーランド）とヴェロニク（フランス）の二役を演じたジャコブの配役について、「他の誰がこの役を演じ得ただろうかと思うほど、役と一体化している」と評している。その理由の一つは、彼女が当時まだ無名に近く、観客に先入観を与えなかったことにある。また、作中のほぼ全編を通じてカメラはジャコブの演じる主人公に密着しており、その存在感は絶対的である。彼女の繊細な表情や仕草は、言葉以上にキャラクターの内面を雄弁に語っており、本作の詩的かつ心理的な構造において決定的な役割を果たしている。

#### フィリップ・ヴォルテール
主人公の相手役となるアレクサンドル・ファブリの役には、当初イタリアの映画監督・俳優ナンニ・モレッティが起用される予定だった。キェシロフスキはモレッティの持つ「男性的な強さ」と「不可思議な優しさ」の二面性に惹かれており、それがファブリというキャラクター像に重なると考えていた。モレッティは出演に同意したが、撮影開始直前に病気のため降板を余儀なくされた。
代役として選ばれたのは、フランス人俳優フィリップ・ヴォルテールである。キェシロフスキは彼をフランス映画『仮面の中のアリア』で見出し、その静謐で知的な佇まいに魅力を感じた。ヴォルテールの演技は、劇中で語りや音楽を通して主人公の内面に触れていくファブリというキャラクターに、静かな存在感と神秘性を与えている。

### 撮影と映像美
撮影は主にポーランドのクラクフ、フランスのクレルモン＝フェラン、そしてパリで行われた。撮影監督を務めたのはスワヴォミール・イジャックで、彼は過去に『デカローグ』や『殺人に関する短いフィルム』などでキェシロフスキと組んでいた信頼の厚いスタッフである。
『ふたりのベロニカ』におけるイジャックの撮影は極めて印象的かつ実験的で、独特の色調と構図を通じて観客の感覚に訴えかける。画面はしばしば黄金色やアンバー系の温かいトーンに包まれ、まるで夢の中の出来事のように柔らかく、朧げな雰囲気を醸し出している。これらの効果は、特殊なカラーフィルターを用いた撮影技法によって生み出されたものであり、都市の灰色がちな風景に温もりと幻想性を加える目的があったという。
色彩設計もまた物語構造に密接に関わっている。ポーランドの場面では、秋の落ち葉のようにくすんだブラウンとグレーが支配的で、静けさと哀愁が漂う。一方、フランスの場面では、より明るく、地中海的な光に包まれた色調が用いられ、生命力と自由さを暗示している。また、劇中の重要なコンサートホールの場面では、グリーンがかった照明と黒のコントラストが強く印象づけられ、非現実的な神秘性が演出されている。
さらに、ガラス越しの撮影や、反射、歪曲、逆さまの構図など、物理的・心理的に「もうひとつの世界」を感じさせる視覚的手法が多用されている。冒頭の虫眼鏡を通して葉を観察する少女、または主人公たちが持つ透明な球体の玩具など、見るという行為そのものに意識を向けさせる演出が散りばめられている。

### 人形劇の演出
映画の中で重要な役割を果たすのが、アレクサンドルの職業であるマリオネット操り人形師という設定である。当初、キェシロフスキと共同脚本のクシシュトフ・ピエシェヴィチは、アレクサンドルをどのような職業にするか決めかねていたが、偶然テレビで観たジム・ヘンソンによる人形劇特集番組から着想を得たという。その番組の中に登場したブルース・シュワルツという人形遣いに強く惹かれたキェシロフスキは、彼を映画への参加に誘った。
シュワルツは一度は人形劇の世界から引退していたが、脚本を読んで感銘を受け、出演を快諾。彼は通常の人形師とは異なり、手袋や糸を用いて自らの存在を隠すことなく、人形と一体となって観客の目を奪う技術に長けている。これは映画において、誰が操作し、誰が操られているのかというテーマにも直結しており、象徴的な意味を持っている。
この人形劇のシーンはクレルモン＝フェランで撮影され、200人以上の子供たちが観客として参加した。シュワルツは初めての大人数かつ子供向けの上演に不安を感じていたが、実際には子供たちは極めて感情移入し、劇が終わった後にシュワルツに次々と質問を投げかけ、自分たちの解釈を語り合ったという。この経験がシーン全体に感動的な雰囲気を与え、作品のクライマックスの一つとして重要な位置を占めている。

### 編集バージョン
キェシロフスキはかねてより「映画は編集室で本当に完成する」という信念を持っていた。『ふたりのベロニカ』の編集では、ジャック・ヴィッタとともに約20パターン以上のラフカットが制作されたという。中には非常に明快な物語展開のものもあれば、逆に観念的で抽象的な構成を持つバージョンもあった。
例えば、あるバージョンではヴェロニクが友人のために偽証するという法廷ドラマ的なサブプロットが強調されていたが、最終的には完全に削除された。また、キェシロフスキは当初、同じ映画でも上映する劇場ごとに異なるバージョンを流すというアイデアも検討していた。エンディングや登場人物の運命、場面の有無に至るまで多様な可能性が構想されていたが、予算と時間の制約により実現には至らなかった。
ジョナサン・ロムニーは、現在我々が観ている『ふたりのベロニカ』は、その数ある可能性の中の「ひとつ」に過ぎないとし、その不確定性こそが作品に漂う神秘性を支えていると評している。

### 音楽
『ふたりのベロニカ』において音楽は、物語の進行を導く単なるBGM以上の役割を担っている。むしろ、音楽はこの映画の「もうひとりの登場人物」とも言える存在であり、ヴェロニカとヴェロニクの内面世界、さらには彼女たちを結びつける目に見えない糸として機能している。監督クシシュトフ・キェシロフスキはこの映画の制作初期の段階から、音楽を中心的なモチーフとして構想しており、そのために長年の協力者である作曲家ズビグニェフ・プレイスネルに楽曲の制作を依頼した。
プレイスネルはキェシロフスキ作品の常連であり、ドキュメンタリー時代から始まり、『デカローグ』『殺人に関する短いフィルム』『愛に関する短いフィルム』など、彼の代表作で音楽を担当してきた。彼の作風は、シンプルな旋律に内的な緊張感と哀感を織り交ぜたものであり、映像に対して過度に感情を押しつけることなく、余韻を残す響きを特徴としている。特に『ふたりのベロニカ』では、クラシック音楽と現代音楽の境界を意図的に曖昧にしながら、時に宗教音楽的な荘厳さを持ちつつ、夢のような浮遊感を漂わせる音世界を創出している。
本作で用いられる楽曲の多くは、「ヴァン・デン・ブーデンマイヤー（Van den Budenmayer）」という架空のオランダ人作曲家による作品という設定がなされている。これはプレイスネルとキェシロフスキが創り出した架空の人物であり、以前の『愛に関する短いフィルム』でもこの設定が使用された。ヴァン・デン・ブーデンマイヤーの存在は、ポストモダン的な遊びにとどまらず、実在と虚構、記憶と幻想の交差という本作の主題にも深く関わっている。

## 評価
本作は批評家から絶賛されている。レビュー集積サイトRotten Tomatoesでは、36件の批評のうち31件が好意的な評価であり、支持率は86%を記録している。またMetacriticでは、10件のレビューをもとに、100点満点中86点のスコアを得ている。
本作のカンヌ国際映画祭でのプレミア上映は、批評家たちの称賛を浴びた。英『フィナンシャル・タイムズ』の評論家はキェシロフスキを「観客を魅了する催眠術師」と評し、「たとえ筋の通らないプロットであっても、近年のどのヨーロッパ映画よりも深く観客を引き込む」と絶賛した。『ヴィレッジ・ヴォイス』のジョージア・ブラウンも同様に作品を高く評価し、その賛辞を「陶酔に突き動かされた自作のメヌエット（舞曲）」にたとえて論評を締めくくった。
一方、ポーランド国内では、当時進行中だった社会主義体制の崩壊という政治的文脈の中で、より複雑な反応が見られた。多くのポーランドの批評家は、キェシロフスキがこれまでの社会問題を扱ったリアリズム作品から、責任を放棄したようなアートハウス的表現や表層的な形而上学へと舵を切ったとして、慎重かつ批判的な視線を向けた。日常の現実を厳しく描いていた従来の作風は、本作では哲学的かつ謎めいた問いへと置き換えられている。
ポーランド国外では、本作はヨーロッパ・アートハウス映画の典型的な特徴を備えた作品として高く評価された。ゆったりとしたテンポ、スタイライズされた映像、自己言及的なモチーフ、そして多義的な解釈を可能にする構造は、ジャン＝リュック・ゴダールやイングマール・ベルイマンらの作品を彷彿とさせた。ミシガン大学の映画学教授ゲイリン・スタッドラーは本作を「ヨーロッパ・アートハウス映画の終幕」と見なし、アラン・レネやベルイマン的要素が誇張され、もはやパロディの域に達していると述べた。また評論家マレク・ハルタウは、キェシロフスキの後期作品を、セルジオ・レオーネのマカロニ・ウェスタンに類似するものと比較し、ジャンル的記号の強調が意図的な様式主義となり、しばしば風刺的な印象すら与えると分析した。
著名なアメリカの映画評論家ロジャー・イーバートは、公開当初1991年12月13日のレビューで本作に4つ星中3.5の評価を与えたが、後にその見解を改め、2009年2月25日に改訂されたレビューでは満点の4つ星とし、本作を「感情についての映画」と評し、論理より感覚に訴える詩的体験として高く評価した。主演イレーヌ・ジャコブの存在感と映像の美しさを絶賛し、作品の曖昧さや説明の欠如も長所と捉えた。自身の「偉大な映画（Great Movies）」リストにも加えている。

## 受賞[5]
| 賞                                     | 部門                                | 対象                               | 結果       |
| -------------------------------------- | ----------------------------------- | ---------------------------------- | ---------- |
| カンヌ映画祭                           | パルム・ドール                      | 『ふたりのベロニカ』               | ノミネート |
| カンヌ映画祭                           | 女優賞                              | イレーヌ・ジャコブ                 | 受賞       |
| カンヌ映画祭                           | FIPRESCI賞                          | 『ふたりのベロニカ』               | 受賞       |
| カンヌ映画祭                           | エキュメニカル審査員賞              | 『ふたりのベロニカ』               | 受賞       |
| ワルシャワ映画祭                       | 観客賞                              | 『ふたりのベロニカ』               | 受賞       |
| シカゴ映画祭                           | 長編映画賞 「ゴールデンヒューゴ賞」 | 『ふたりのベロニカ』               | ノミネート |
| ロサンゼルス映画批評家協会賞           | 作曲賞                              | ズビグニエフ・プレイスネル         | 受賞       |
| 全米映画批評家協会賞                   | 外国語映画賞                        | 『ふたりのベロニカ』               | 受賞       |
| ゴールデングローブ賞                   | 外国語映画賞                        | 『ふたりのベロニカ』（フランス）   | ノミネート |
| セザール賞                             | 主演女優賞                          | イレーヌ・ジャコブ                 | ノミネート |
| セザール賞                             | 作曲賞                              | ズビグニエフ・プレイスネル         | ノミネート |
| シカゴ映画批評家協会賞                 | 外国語映画賞                        | 『ふたりのベロニカ』               | ノミネート |
| インディペンデント・スピリット賞       | 外国映画賞                          | 『ふたりのベロニカ』               | ノミネート |
| ダラス・フォートワース映画批評家協会賞 | 外国語映画賞                        | 『ふたりのベロニカ』（ポーランド） | 受賞       |